# 化圓為方

化圓為方：求一正方形，其面積和一已知圓的面積相同。

化圓為方是古希臘数学里尺規作圖领域當中的命題，和三等分角、倍立方問題被並列為尺规作图三大难题。其問題為：求一正方形，其面積等於一給定圓的面積。如果尺规能够化圆为方，那么必然能够从单位长度出发，用尺规作出长度为{\displaystyle \pi }的线段。
进入十九世纪后，随着群论和域论的发展，数学家对三大难题有了本质性的了解。尺规作图问题可以归结为判定某些数是否满足特定的条件，满足条件的数也被称为规矩数。所有规矩数都是代数数。而1882年，数学家费迪南德·冯·林德曼證明了{\displaystyle \pi }為超越數，因此也證實該問題僅用尺規是無法完成的。
如果放寬尺规作图的限制或允许使用其他工具，化圆为方的問題是可行的。如借助西皮阿斯的割圓曲線，阿基米德螺線等。

## 背景简介

### 尺规作图法
在叙述化圆为方问题前，首先需要介绍尺规作图的意思。尺规作图问题是从现实中具体的“直尺和圆规画图可能性”问题抽象出来的数学问题，将现实中的直尺和圆规抽象为数学上的设定，研究的是能不能在若干个具体限制之下，在有限的步骤内作出给定的图形、结构或其他目标的问题。在尺规作图中，直尺和圆规的定义是：
直尺：一侧为无穷长的直线，没有刻度也无法标识刻度的工具。只可以让笔摹下这个直线的全部或一部分。
圆规：由两端点构成的工具。可以在保持两个端点之间的距离不变的情况下，将两个端点同时移动，或者只固定其中一个端点，让另一个端点移动，作出圆弧或圆。两个端点之间的距离只能取已经作出的两点之间的距离，或者任意一个未知的距离。
定义了直尺和圆规的特性後，所有的作图步骤都可以归化为五种基本的步骤，称为作图公法：
- 通過兩個已知點，作一直線。
- 已知圓心和半徑，作一個圓。
- 若兩已知直線相交，确定其交點。
- 若已知直線和一已知圓相交，确定其交點。
- 若兩已知圓相交，确定其交點。

尺规作图研究的，就是是否能够通过以上五种步骤的有限次重复，达到给定的作图目标。尺规作图问题常见的形式是：“给定某某条件，能否用尺规作出某某对象？”比如：“给定一个圆，能否用尺规作出这个圆的圆心？”，等等。

### 问题叙述
化圓為方问题的完整叙述是：
|  | 给定一个圆，是否能够通过以上说明的五种基本步骤，于有限次内作出一个正方形，使得它的面积等于圆的面积 |

如果将圆的半径定为单位长度，则化圆为方问题的实质是作出长度为单位长度{\displaystyle {\sqrt {\pi }}}倍的线段。

## 不可能性的證明

### 圆周率的超越性
化圆为方问题是指已知单位长度1，要作出{\displaystyle {\sqrt {\pi }}}的长度。这等价于从1开始作出{\displaystyle \pi }。然而，能够用尺规作出的数z都有对应的最小多项式。也就是说，存在有理系数的多项式m，使得
{\displaystyle m(z)=0.}
然而，1882年，林德曼等人证明了对于圆周率{\displaystyle \pi }来说，这样的多项式不存在。数学家将这样的数称为超越数，而将有对应的多项式的数称为代数数。所有规矩数都是代数数，而{\displaystyle \pi }不是，这说明用尺规作图是无法化圆为方的。
林德曼证明{\displaystyle \pi }的超越性用到了现在称为林德曼－魏尔斯特拉斯定理的结论。林德曼－魏尔斯特拉斯定理说明，如果若干个代数数{\displaystyle z_{1},z_{2},\cdots ,z_{n}}在有理数域{\displaystyle \mathbb {Q} }上线性独立，那么{\displaystyle e^{z_{1}},e^{z_{2}},\cdots ,e^{z_{n}}}也在{\displaystyle \mathbb {Q} }上线性独立。反设{\displaystyle \pi }是代数数，那么{\displaystyle \pi i}也是代数数。考虑代数数0和{\displaystyle \pi i}，由于{\displaystyle \pi i}是无理数，所以它们在{\displaystyle \mathbb {Q} }上线性独立。然而{\displaystyle e^{0}}和{\displaystyle e^{\pi i}}分别是1和-1，并非在{\displaystyle \mathbb {Q} }上线性独立，矛盾。这说明{\displaystyle \pi }不是代数数，而是超越数。

## 外部連結
- HPM 通訊第6卷第6期, 3大作圖題 （页面存档备份，存于） 介紹如何使用其他曲線（或幾何特性）再加上尺規作圖，來求解化圓為方問題。